# Marzabotto
Marzabotto (v místním boloňském dialektu Marzabòt) je obec s necelými sedmi tisíci obyvatel v italském regionu Emilia-Romagna a součást Metropolitního města Bologna. Rozkládá se 27 km jihojihozápadně od Bologny v údolí řeky Reno.

## Historie

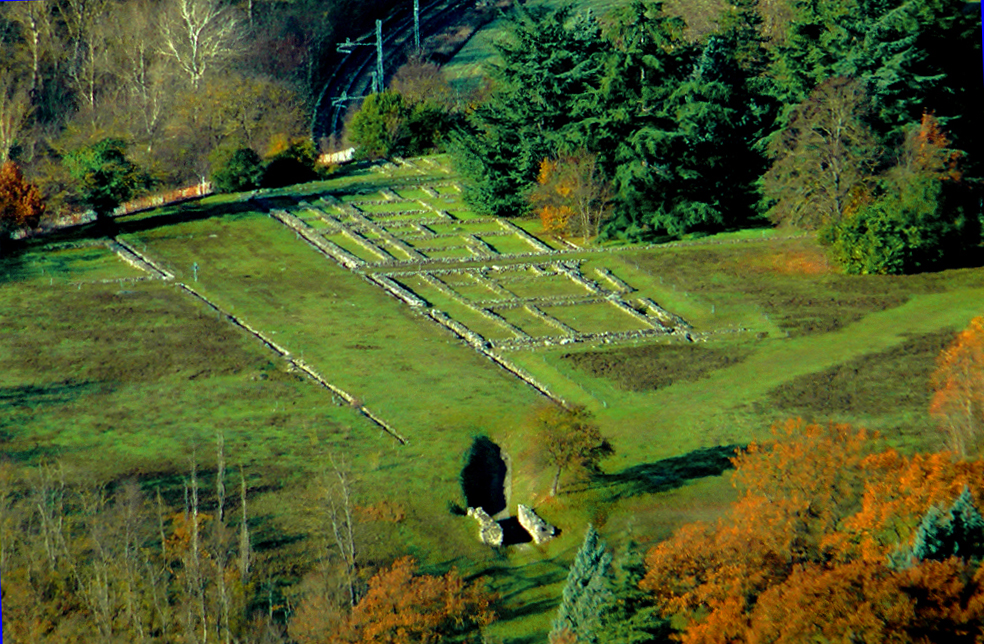
Pozůstatky etruského města Kainua

Nachází se na místě etruského města Kainua z 5. století př. n. l. Po Etruscích ho na čas osídlili Galové. Starověcí Římané se zde po nich už neusadili.
29. září 1944 zde příslušníci 16. divize tankových granátníků SS „Reichsführer SS“ pod velením SS-Sturmbannführera Waltera Redera systematicky vyvraždili stovky místních obyvatel, a to v rámci tzv. masakru v Marzabottu.

## Národní etruské muzeum
V Marzabottu se nachází Národní etruské muzeum (Museo nazionale etrusco di Marzabotto, respektive Museo nazionale etrusco „Pompeo Aria“, oficiálně pojmenované po hraběti Pompeovi Ariovi, významném sběrateli a dárci archeologických nálezů z lokality Kainua.

## Místní části
Součástí obce jsou kromě samotného Marzabotta i vesnice Capoluogo, Lama di Reno, Pian di Venola, Luminasio-Medelana, Setta, Sibano a Pioppe-Marzabotto.